# Zöschingen
Zöschingen è un comune tedesco di 774 abitanti, situato nel land della Baviera.